# Bulevardi Nënë Tereza
De Bulevardi Nënë Tereza ([bulɛvaɾdi nənə tɛɾɛza]; Albanees voor 'Moeder Teresaboulevard') is een van de belangrijkste straten in het centrum van de Kosovaarse hoofdstad Pristina. De weg, die grotendeels verkeersvrij is, loopt van de Rruga Agim Ramadani zuidelijk tot aan het uitgestrekte complex van de Universiteit van Pristina, waar hij verdergaat als Rruga Xhorxh Bush en rechts de Rruga Garibaldi begint.
De Bulevardi Nënë Tereza kent zowel overdag als 's avonds een bloeiende terrasjescultuur, en er bevinden zich een aantal bezienswaardigheden en historische hotels.

## Zijstraten en bezienswaardigheden
Van noord naar zuid:
- Skanderbegmonument (rechts)
- Nationaal Theater (links)
- Hotel Iliria (l.)

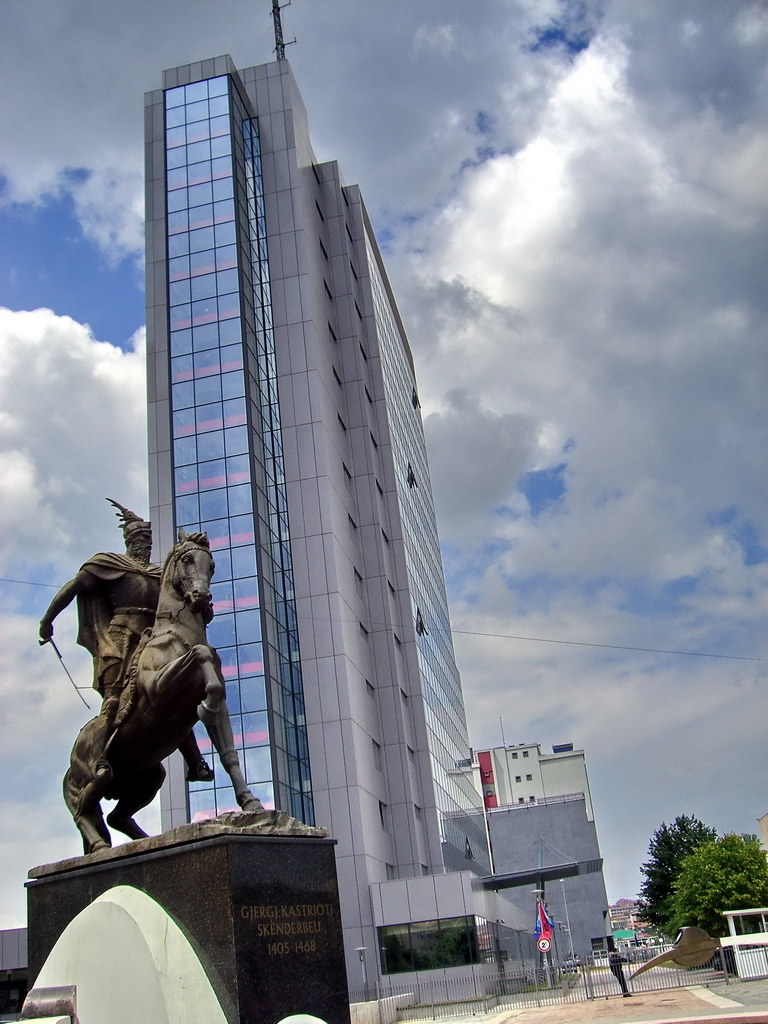
Skanderbegmonument met daarachter het na de bombardementen van 1999 gerenoveerde regeringsgebouw

- Rruga Tringë Smalja (l.) en Rruga Fehmi Agani (r.)
- Standbeeld van Moeder Teresa (r.)
- Rruga Hajdar Dushi (r.)
- Rruga Qamil Hoxha (l.)
- Rruga Rexhep Luci (l.)
- Rruga 2 Korriku (l.)
- Standbeeld van mede-UÇK-oprichter Zahir Pajaziti (l.)
- Rruga Sylejman Vokshi (l.)
- Grand Hotel (r.)